# Fakulta aplikovaných věd Západočeské univerzity
Fakulta aplikovaných věd (zkratka FAV) je jednou z devíti fakult Západočeské univerzity v Plzni. Byla zřízena s účinností od 1. července 1990 rozhodnutím akademického senátu bývalé Vysoké školy strojní a elektrotechnické (VŠSE) v Plzni ze dne 6. června 1990. Fakultu aplikovaných věd tvoří Katedra fyziky (KFY), Katedra geomatiky (KGM), Katedra informatiky a výpočetní techniky (KIV), Katedra kybernetiky (KKY), Katedra matematiky (KMA) a Katedra mechaniky (KME).
Fakulta aplikovaných věd je fakultou inženýrsko-přírodovědného profilu a klade si za cíl připravovat budoucí inženýry, magistry, bakaláře a doktory (Ph.D.) v oborech vyžadujících zvlášť hluboké znalosti matematiky, geomatiky, fyziky, mechaniky, stavitelství, informatiky a kybernetiky.

## Části fakulty

### Nové technologie pro informační společnost
Nové technologie pro informační společnost, zkráceně NTIS, je evropské centrum excelence. Výzkumné programy centra jsou zaměřeny na výzkum, vývoj a inovace v oboru informačních technologií a materiálů.

### Centrum technického a přírodovědného vzdělávání a výzkumu
Centrum technického a přírodovědného vzdělávání a výzkumu, zkráceně CTPVV, slouží jako zázemí Fakultě aplikovaných věd. Sídlem centra je východní křídlo budovy FAV.

## Katedry
Fakulta se skládá z šesti kateder.
| Název                                    | Zkratka | Vedoucí                              | Web        |
| ---------------------------------------- | ------- | ------------------------------------ | ---------- |
| Katedra fyziky                           | KFY     | doc. Ing. Pavel Baroch, Ph.D.        | kfy.zcu.cz |
| Katedra geomatiky                        | KGM     | doc. Ing. Karel Janečka, Ph.D.       | kgm.zcu.cz |
| Katedra informatiky a výpočetní techniky | KIV     | doc. Ing. Přemysl Brada, MSc., Ph.D. | kiv.zcu.cz |
| Katedra kybernetiky                      | KKY     | doc. Dr. Ing. Vlasta Radová          | kky.zcu.cz |
| Katedra matematiky                       | KMA     | doc. Ing. Gabriela Holubová, Ph.D.   | kma.zcu.cz |
| Katedra mechaniky                        | KME     | prof. Ing. Jan Vimmr, Ph.D.          | kme.zcu.cz |

### Katedra fyziky
Na katedře fyziky se vyvíjí nové nanostrukturní tenkovrstvé materiály a zkoumá se fyzika plazmatu.

### Katedra geomatiky
Katedra geomatiky je mladší, než ostatní katedry, a vznikla 1. dubna 2016 osamostatněním původního oddělení geomatiky na katedře matematiky.
Katedra se zabývá například zkoumáním tíhového potenciálu Země, novými technologiemi fotogrammetrie nebo vývojem 3D GIS. V roce 2013 pořádalo oddělení geomatiky 20. kartografickou konferenci, které se zúčastnilo přes 100 odborníků.

### Katedra informatiky a výpočetní techniky
Katedra informatiky a výpočetní techniky, zkráceně KIV, se zabývá širokým spektrem informatických disciplín od logických systémů, softwarového inženýrství, přes virtuální realitu, medicínskou informatiku, způsoby komunikace člověka s počítačem, až po návrhy bezpečných vložených systémů, distribuovaných systémů, modely dopravních sítí a další. Studijní programy „Informatika“ a "Softwarové inženýrství", spadající pod KIV, ročně přijmou na 200 studentů.

### Katedra kybernetiky
Katedra kybernetiky se zaměřuje na výzkum robotiky, automatického řízení, informačních systémů, umělé inteligence a biokybernetiky. Mezi nejzajímavější aplikace patří automatické rozpoznávání mluvené řeči, počítačem syntetizovaná řeč, syntetická biologie, diagnostika a monitoring, mechatronické modely a prediktivní řízení.

### Katedra matematiky
Katedra matematiky sídlila do roku 2014 v 6. patře budovy FAV/FST a podle webu katedry to dokazovalo, že „jen v pohádkách pro děti je peklo hluboko pod zemí“. Od září 2014 sídlí ve 2. patře budovy FAV (CTPVV).
Na oddělení matematické analýzy se věnují zejména zkoumání Fučíkova spektra a diferenciálních rovnic.
Na katedře mimo jiné působí prof. RNDr. Pavel Drábek, DrSc., který získal v roce 2013 medaili Bernarda Bolzana za „zásluhy o rozvoj matematických věd“.

### Katedra mechaniky
Katedra mechaniky se věnuje například matematickému modelování těles nebo zlepšování chirurgických postupů. Od roku 2008 garantuje výuku a provádí výzkumnou činnost v oblasti pozemního stavitelství resp. stavebního inženýrství.

## Vedení fakulty
- doc. Ing. Miloš Železný, Ph.D. – děkan[17]
- prof. Ing. Pavel Novák, Ph.D. – proděkan pro vědu a výzkum
- doc. Ing. Libor Váša, Ph.D. – proděkan pro studijní a pedagogickou činnost
- doc. Ing. Josef Kohout, Ph.D. – proděkan pro rozvoj a internacionalizaci
- Ing. Jana Varnušková, Ph.D. – proděkanka pro vnější vztahy a komunikaci
- Mgr. Alena Vlčková – tajemnice

## Galerie

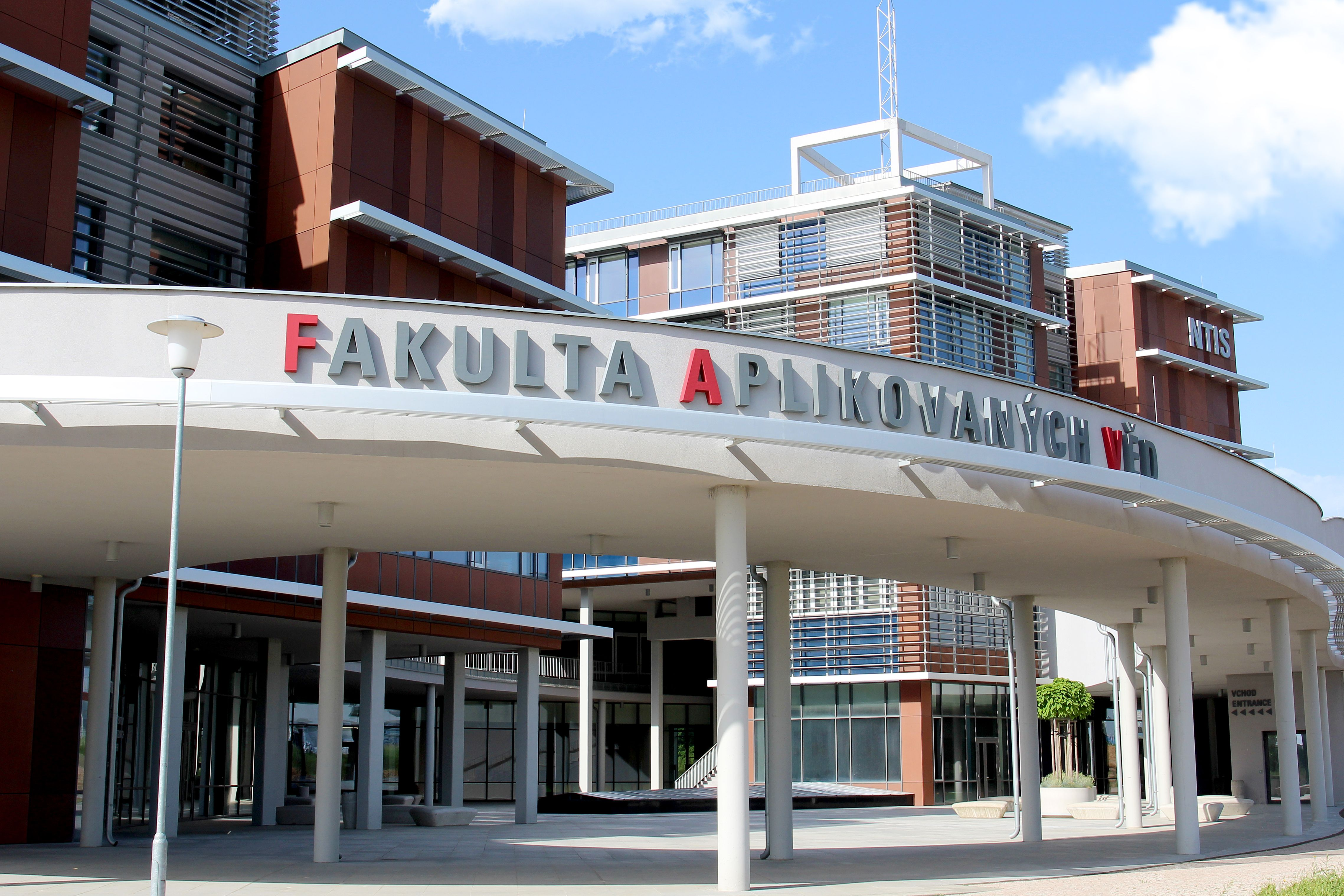
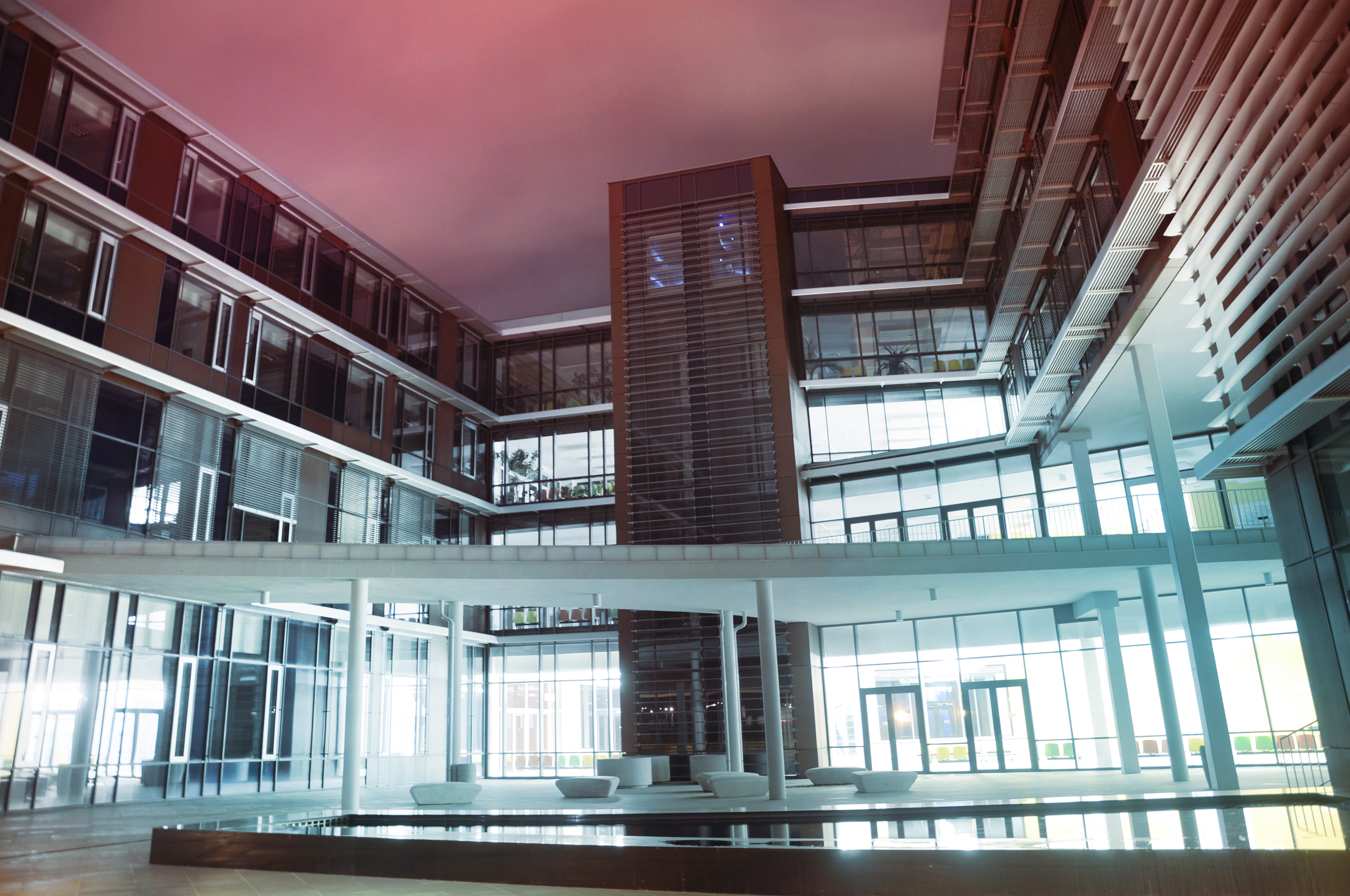
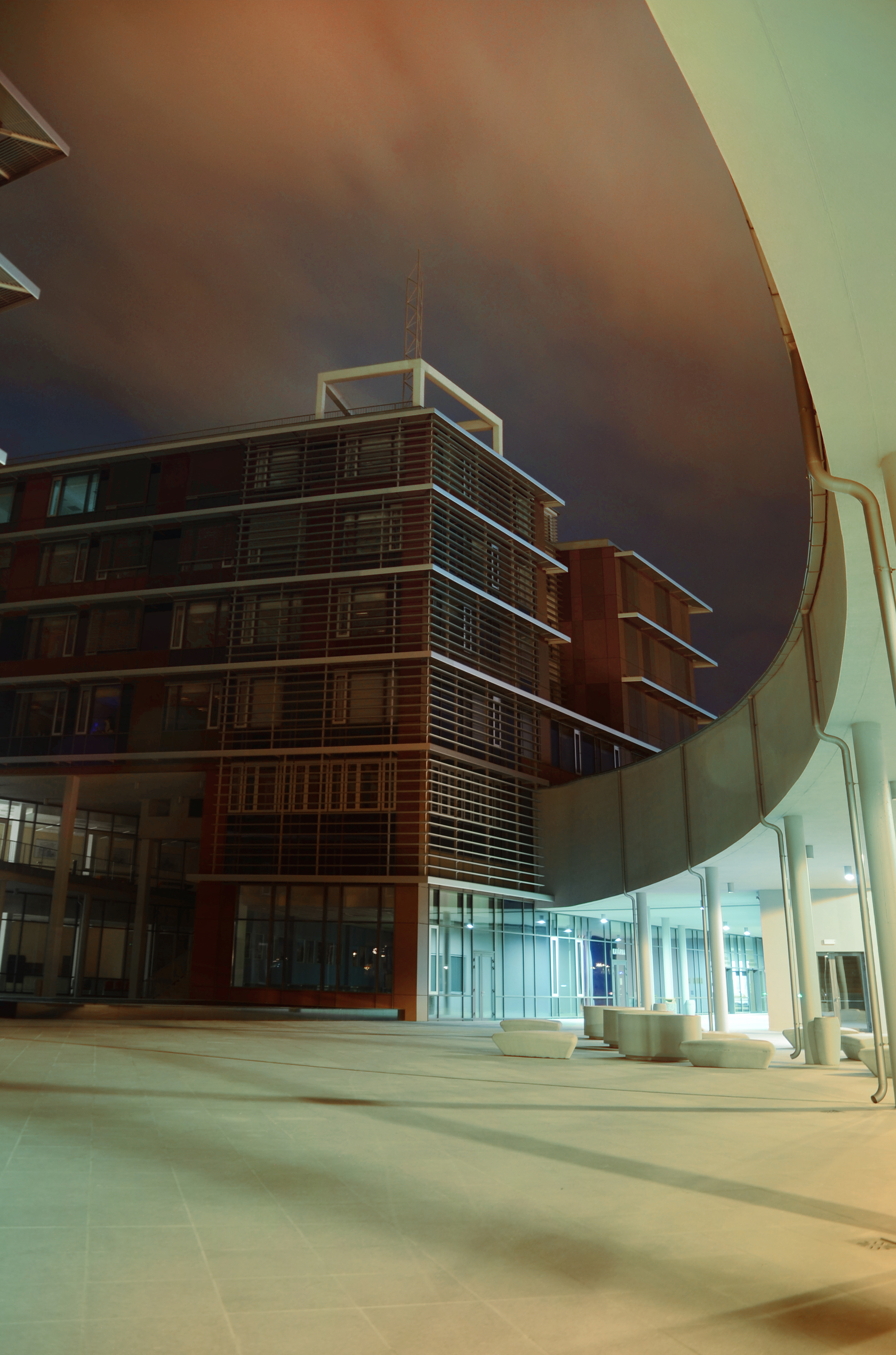
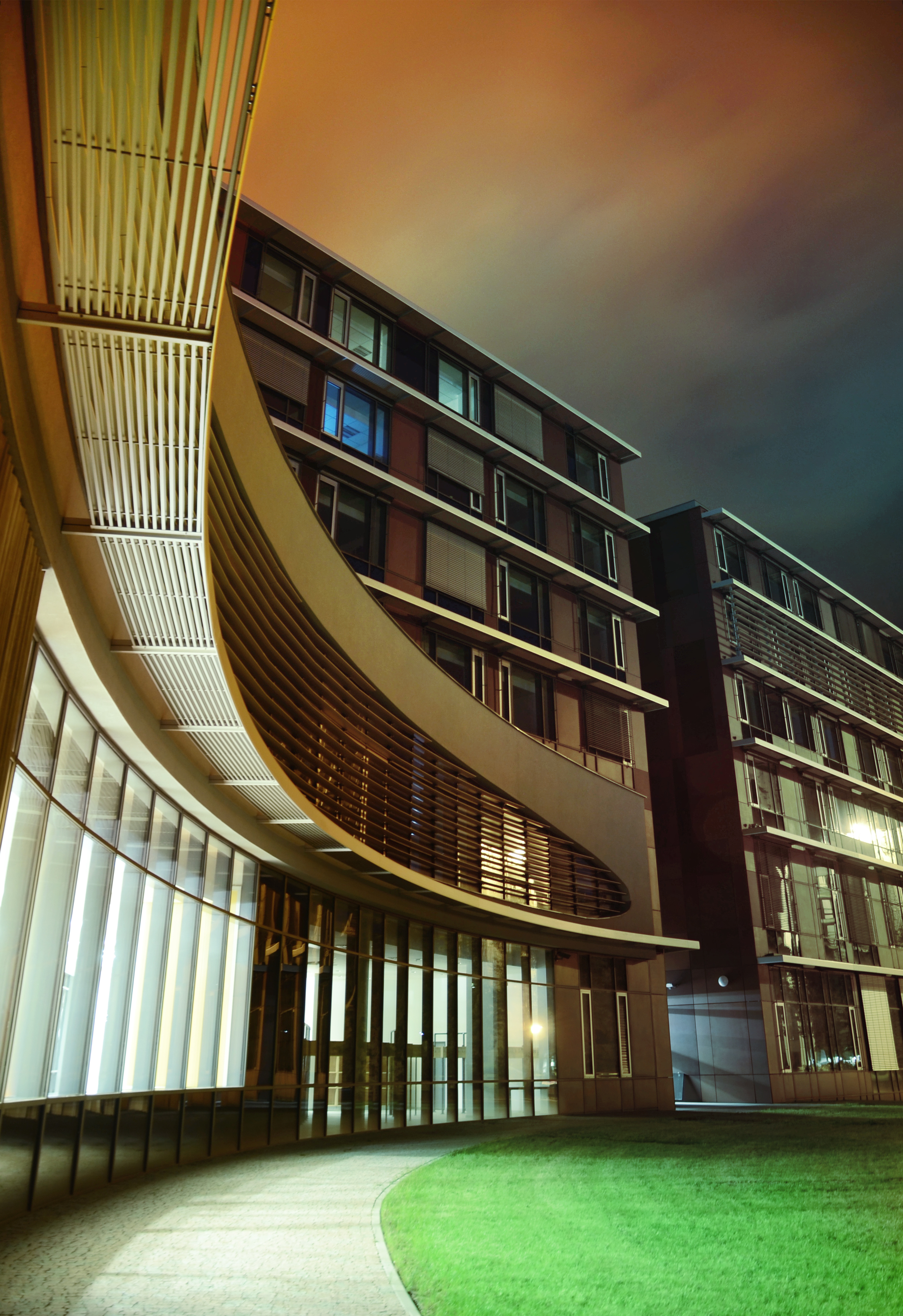
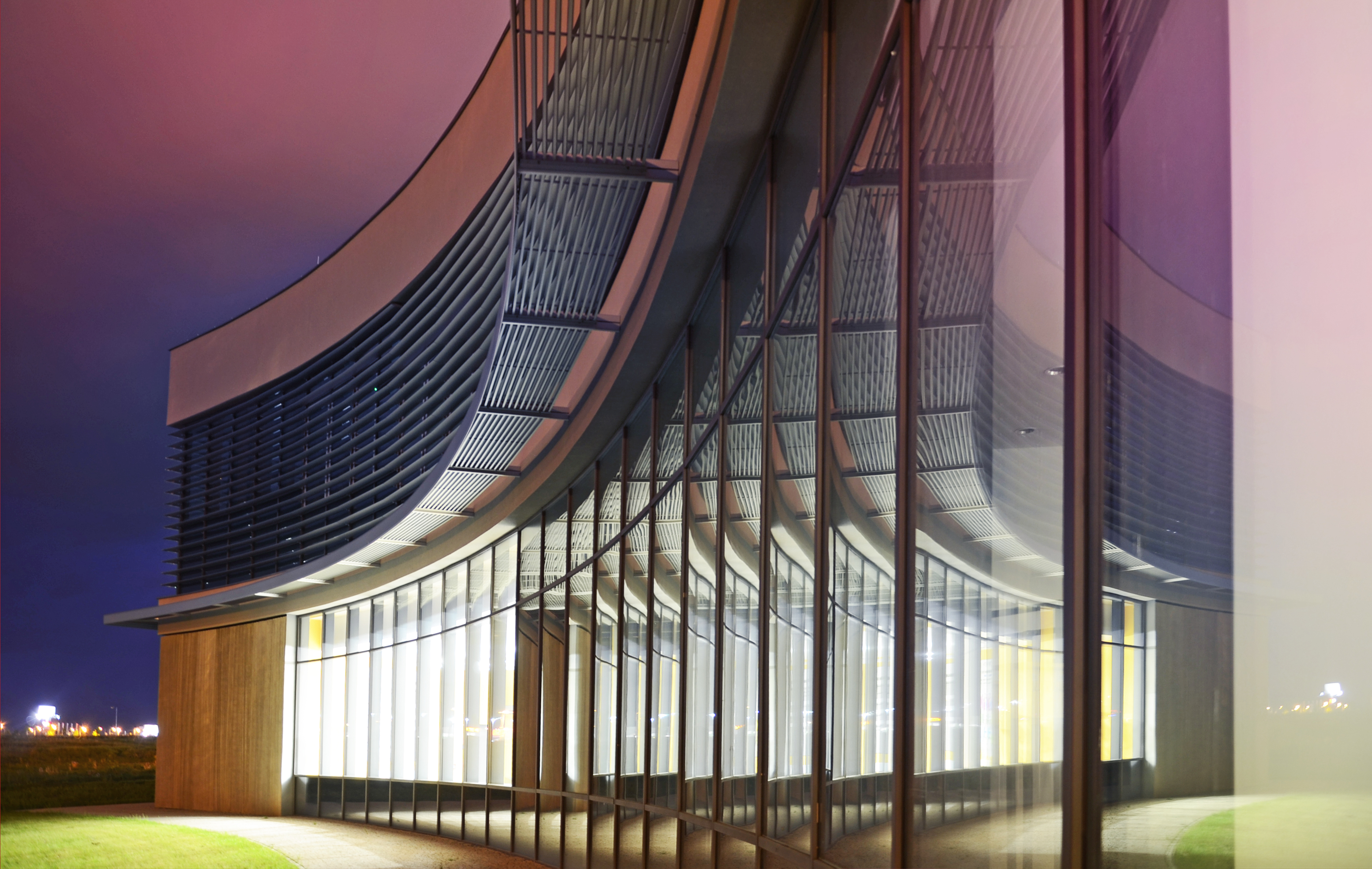

## Významní absolventi
- Pavel Cvrček
- Miroslav Holeček
- Václav Kadlec
- Jaroslav Hrabák